# Clopée
Clopée est un quartier de Mondeville dans le Calvados. La partie de cet ancien hameau située en rive droite du Biez a été rattachée de 1780 à 1849 à Colombelles.

## Géographie
Le quartier s'est développé sur le bord et en contrebas du plateau surplombant le confluent de l'Orne et de l'un de ses affluents, le Biez. Les textes anciens font parfois référence à la colline ou au mont de Clopée. Le chemin des Monts reliait Clopée à Colombelles. Il surplombait l'Orne (ancien site de la SMN).
Le hameau s'est principalement développé dans la vallée marécageuse du Biez. La rivière rejoint le fleuve au nord du quartier. Sur la carte de Cassini (XVIIIe siècle), le hameau est traversé par la route menant de Caen à Dives-sur-Mer (actuelle rue Calmette). Le bourg lui-même s'est développé sur cette route, au nord du croisement avec l'actuelle rue des Roches, donc légèrement en hauteur par rapport au Biez.
L'urbanisation du quartier a surtout eu lieu dans le dernier quart du XXe siècle.

## Histoire
En 1679, des lettres patentes autorisent le creusement d'un canal afin de supprimer les méandres de l'Orne entre Clopée et Longueval (Ranville) , . Entre 1764 et 1780, un autre canal est creusé entre Caen et Clopée. Afin de permettre aux riverains de faire paître les bestiaux dans des herbages situés désormais de l'autre côté du nouveau cours du fleuve, on met en place un bac, nommé "bac de Clopée", établi à l'emplacement de l'actuel viaduc de Calix.
On extrayait la pierre de Caen des carrières situées le long de la rue des Roches.
Vers 1780, le hameau de Clopée est partagé entre Mondeville et Colombelles. En 1845 et 1846, la commune de Mondeville demande le rattachement de l'ensemble du hameau. Elle argue du fait que Colombelles se trouve à 12 km de son chef-lieu de canton (Troarn), alors que Mondeville est à seulement deux kilomètres du sien (Caen). En outre, l'église Saint-Martin de Colombelles est à 2,4 kilomètres du hameau, tandis que Notre-Dame-des-Prés de Mondeville est à un kilomètre. Malgré l'opposition de la commune de Colombelles, les députés prennent le 18 octobre 1849 la décision de rattacher à Mondeville les 14 hectares du territoire de Clopée alors occupé par 35 à 40 habitants.
Au début du XXe siècle, le hameau est encore peu développé. Il s'agissait d'un espace rural, mais également un lieu de villégiature pour les Caennais. Des guinguettes notamment sont établies le long de l'Orne, au Nouveau Monde, non loin de l'ancien bac.
Au moment de la construction de la Société métallurgique de Normandie dans les années 1910-1920, une gare de marchandises est aménagée sur les anciens herbages de la rive gauche de l'Orne. La gare de Clopée servait de gare de triage entre la gare de Caen, le port de Caen et les hauts fourneaux,.
En 1914, une demande de concession est déposée par la Compagnie des tramways électriques de Caen pour l'établissement d'une nouvelle ligne en direction de Clopée. La ligne est construite en 1919 entre Caen et la cité-ouvrière du Plateau, mais elle n'est jamais mise en service.
Vers 1970, un nouveau segment de la route de Cabourg, plus direct, est tracé à travers l'ancien parc du château de Bellemaist. Afin de construire cette route, une grande partie du bourg de Clopée est détruite . Quelques années plus tard, le cours Montalivet est prolongé jusqu'à la route de Cabourg. Les deux voies se rejoignent au niveau de l'ancien bourg de Clopée. Du fait des destructions liées à ces infrastructures routières, la structure de l'ancien village est donc difficilement lisible de nos jours.

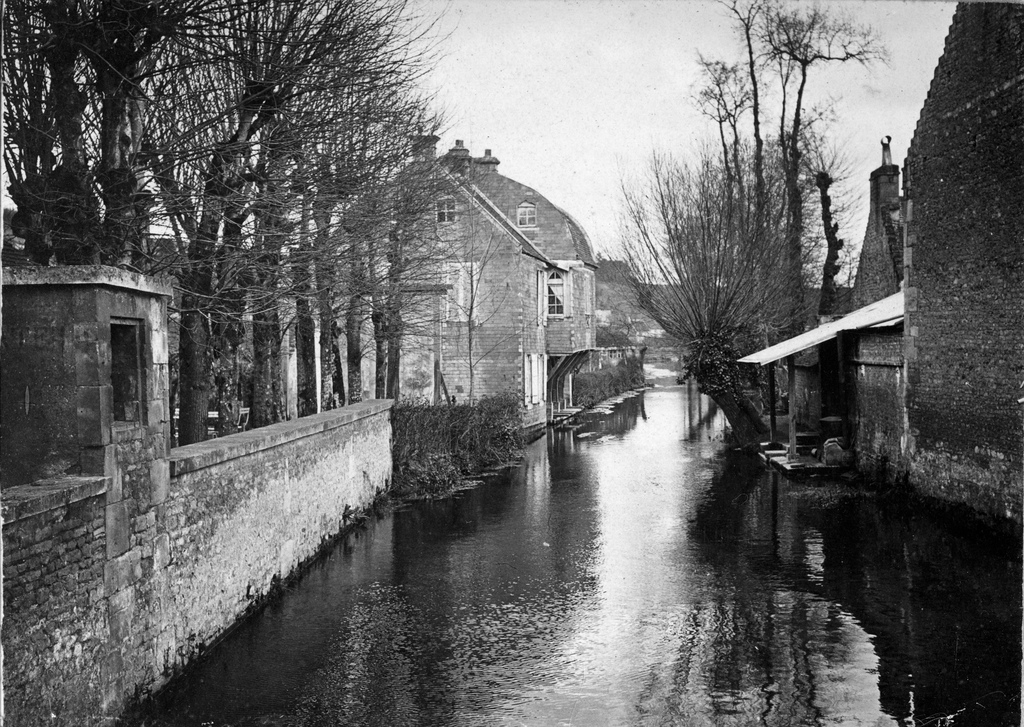
L'abreuvoir sur le Biez
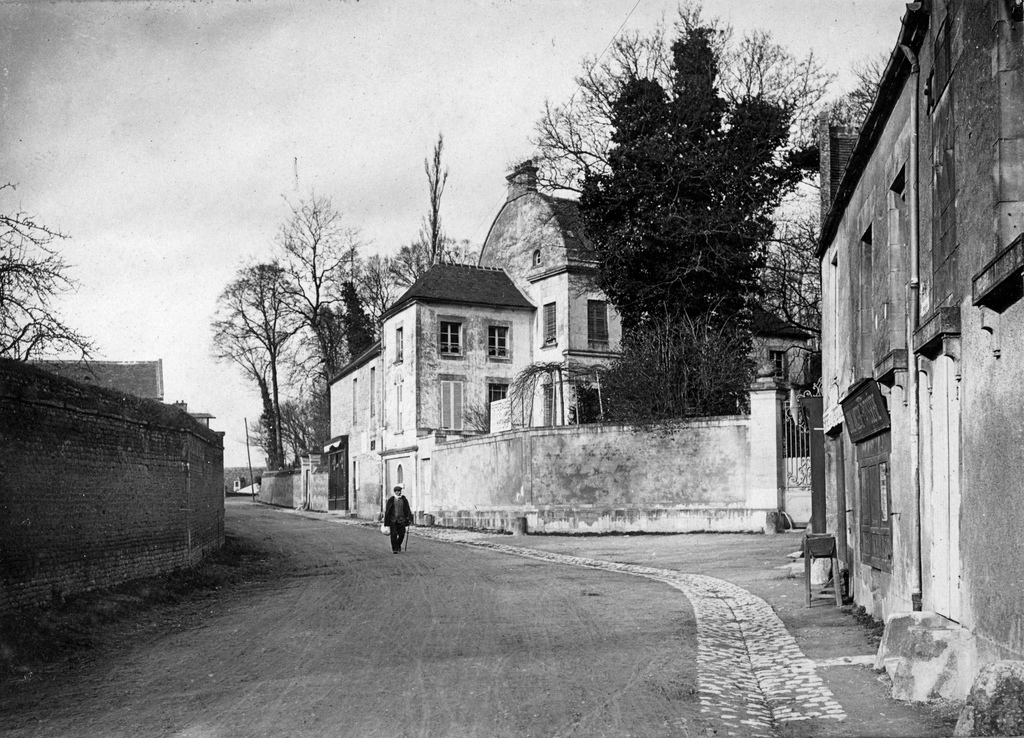
Rue Calmette (ancienne route de Dives)
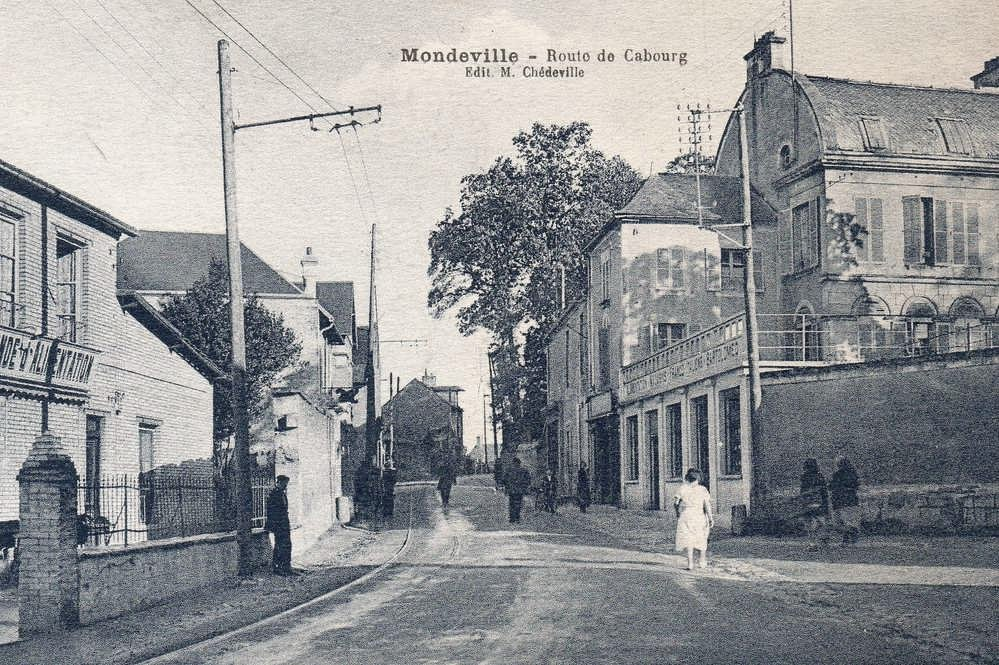
Voie du tram
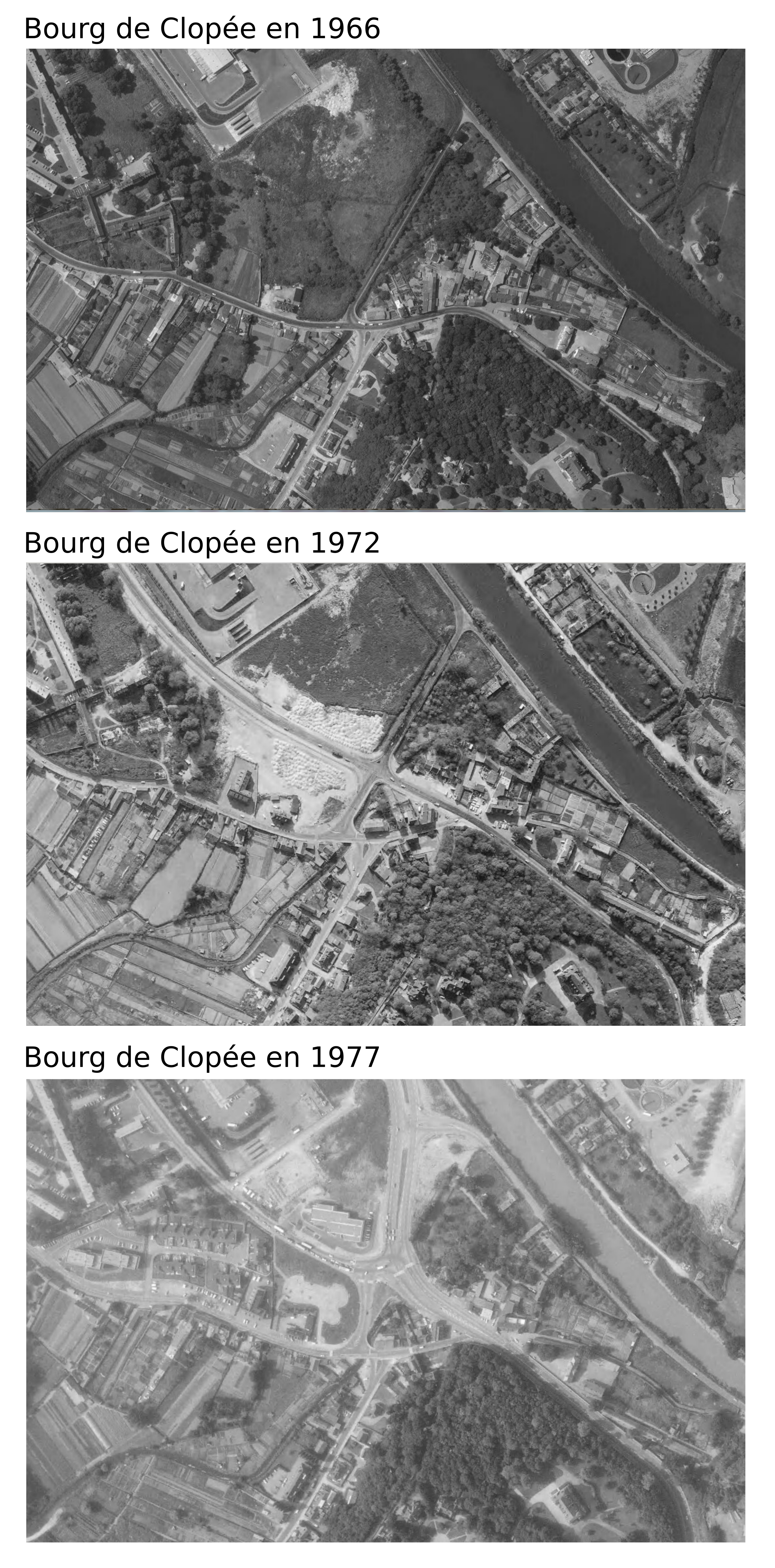
Vues aériennes comparées 1966[13]-1972-1977